# Narcyza Żmichowska

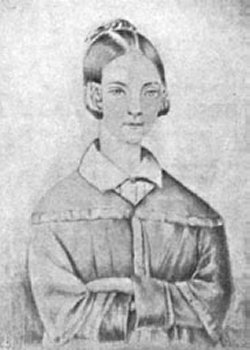
Narcyza Żmichowska, portret z okresu młodości

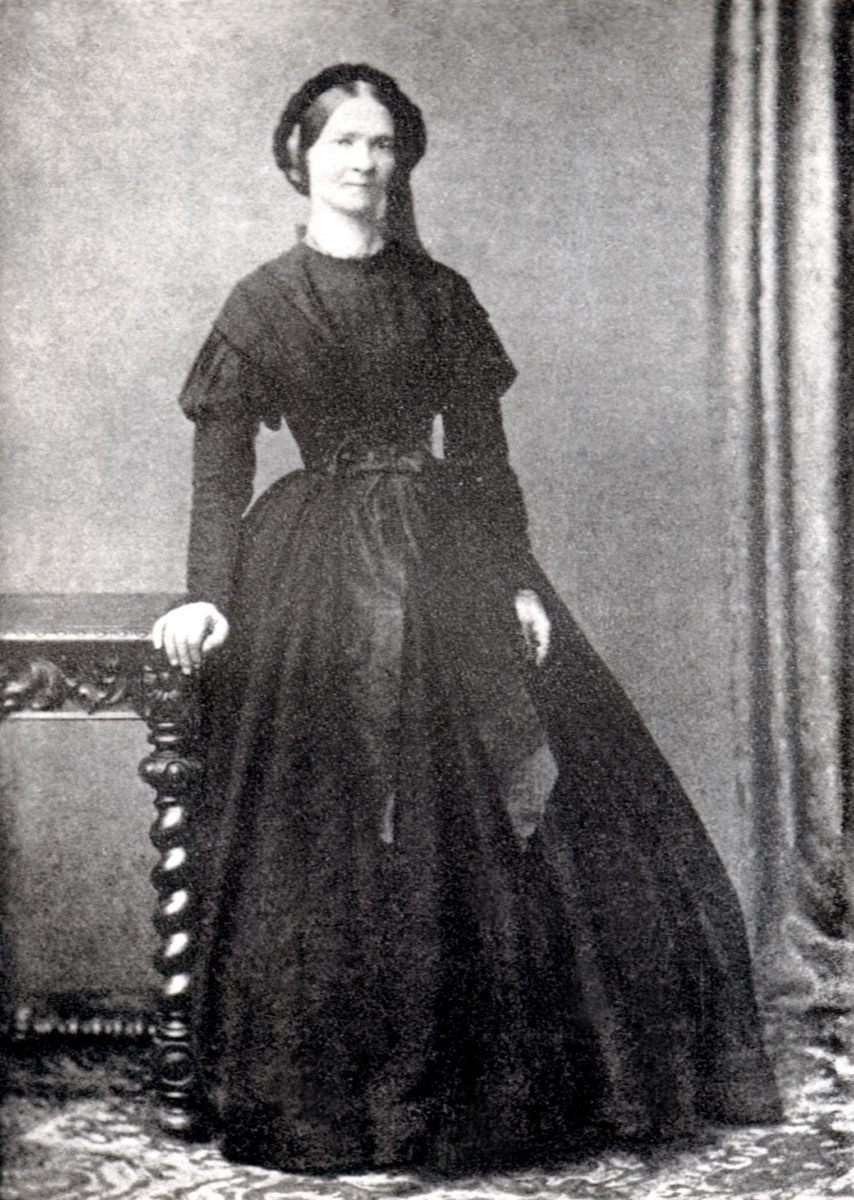
Narcyza Żmichowska, w starszym wieku

Narcyza Kazimiera Józefa Żmichowska, ps. Gabryella (ur. 4 marca 1819 w Warszawie, zm. 25 grudnia 1876 tamże) – polska powieściopisarka i poetka.

## Życiorys

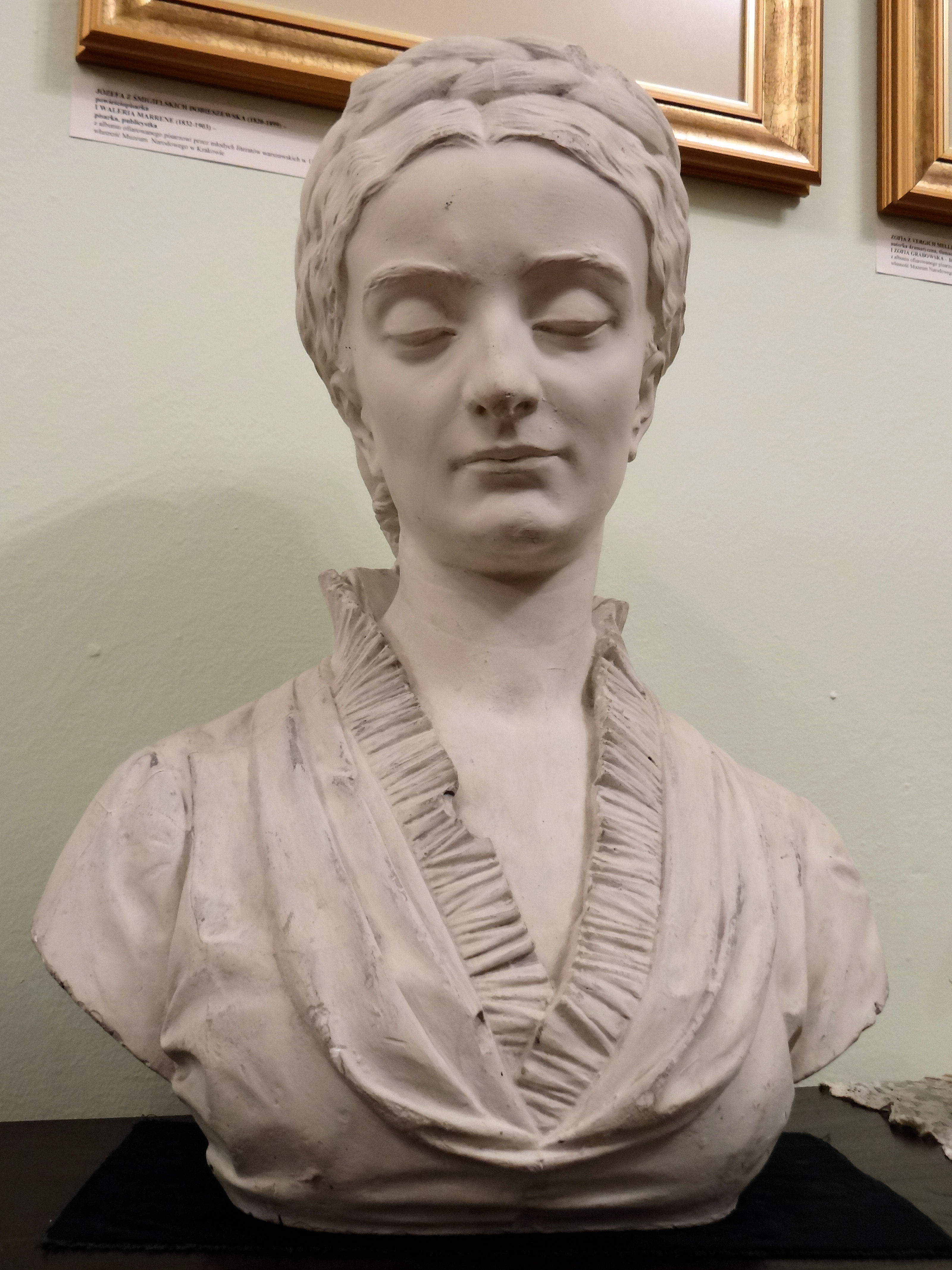
Popiersie Narcyzy Żmichowskiej wykonane przez Władysława Eljasza-Radzikowskiego w latach 80 XIX w.

Narcyza Kazimiera Józefa Żmichowska urodziła się w niezamożnej rodzinie ziemiańskiej, która straciła majątek na skutek wydziedziczenia jej babki (te wydarzenia zostały opisane w jej książce O Pawle Edmundzie Strzeleckim, którego matka była siostrą jej babki i zarówno ona, jak i pozostałe sześć sióstr Raczyńskich zostało pozbawionych majątku przez Kazimierza Raczyńskiego). Jej ojciec, Jan Żmichowski, był pisarzem składu soli w Nowym Mieście nad Pilicą. Żmichowska urodziła się w Warszawie, gdyż tam przewieziono jej matkę, która trzy dni po urodzeniu córki zmarła.
Wychowywała się u krewnych na Podlasiu, jej opiekunką była najmłodsza siostra jej babki, Tekla Raczyńska. Uczyła się w pensji Zuzanny Wilczyńskiej, a następnie w Instytucie Guwernantek w Warszawie, gdzie jej nauczycielką była Klementyna z Tańskich Hoffmanowa. Żmichowska negatywnie oceniła jednak Hoffmanową prowadzącą wykłady z moralności kobiet, krytykując jej system pedagogiczny i metody nauczania. W 1838 została guwernantką w rodzinie hrabiów Zamoyskich.
W Paryżu, dokąd wyjechała z Zamoyskimi, spotkała swojego brata Erazma, emigranta po powstaniu listopadowym. Jego lewicowe poglądy oraz pobyt u Zamoyskich wywarły znaczny wpływ na Żmichowską, w tym na jej krytyczny stosunek wobec arystokracji. Za namową i pod kierunkiem brata zaczęła gruntowne studia w paryskiej Bibliotece Narodowej Francji. Studiowała prace: Gottfrieda Leibniza, Johanna Fichtego, Augusta Schlegla, Immanuela Kanta, Friedricha von Schellinga oraz Adama Mickiewicza. Jako jedna z pierwszych kobiet uczęszczała na posiedzenia Akademii Francuskiej.
Do kraju wróciła we wrześniu 1839 przez Wielkopolskę, gdzie spotkała się z autorką książek dla ludu Bibianną Moraczewską i historykiem Jędrzejem Moraczewskim. Wymiana poglądów utrwaliła w niej przekonanie że na naród składają się wszystkie warstwy społeczne, a upośledzonemu przez bieg historii chłopu należy się oświata. Ważne miejsce w kręgu jej zainteresowań znalazła też sprawa walki o niepodległość Polski.
Pobyt we Francji spowodował w niej całkowitą zmianę: stała się ekscentryczką, śmiało wypowiadającą swoje poglądy i publicznie palącą cygara (co kobietom nie uchodziło). Doskonała znajomość języka francuskiego oraz wszechstronne wykształcenie pozwoliły jej łatwo znaleźć pracę nauczycielki domowej czworga dzieci Stanisława Kisieleckiego w majątku pod Łomżą. Często wyjeżdżała do Warszawy, gdzie nawiązała kontakt z miejscowymi intelektualistami.
Jej debiut literacki nastąpił na łamach „Pierwiosnka”, zaczęła też publikować artykuły w czasopismach: „Pielgrzym” (pod redakcją Eleonory Ziemięckiej) i „Przegląd Naukowy”, w którym publikowało wiele kobiet. Po śmierci brata, Żmichowska utworzyła grupę Entuzjastek, w skład której wchodziły warszawskie emancypantki, które w latach 1842–1849 brały także udział w konspiracji. Przez wiele lat prowadziła zażyłą i osobistą korespondencję ze swoją uczennicą, Wandą Żeleńską, a także z Bibianną Moraczewską. Te listy oraz badania jej twórczości mogą wskazywać, zdaniem niektórych badaczy, na orientację lesbijską autorki. Izabela Filipiak w eseju na ten temat, omawia zabiegi środowiskowe podejmowane już od czasów współczesnych Żmichowskiej w celu ukrycia tego faktu. Większość zachowanych listów podlegała silnej cenzurze (często przechodziły granice zaborów, a autorki związane były z ruchami społecznymi i niepodległościowymi) tak zewnętrznej (rosyjska, pruska i austriacka), jak i autocenzurze autorek, świadomych niebezpieczeństw, jakie ich treść mogła przysporzyć adresatce i nadawczyni. Ich część pochodzi z czasów uwięzienia Żmichowskiej. W 1890 Henryk Kopia wydał publikację Listy Narcyzy Żmichowskiej do Tekli Dębskiej i innych osób. Bodaj jedyne niecenzurowane listy Żmichowskiej zostały opublikowane przez Tadeusza Boya-Żeleńskiego, syna jednej z adresatek, a także wydawcy wznowienia powieści Żmichowskiej w latach 1929–1930. Boy-Żeleński opublikował fragmenty listów Pauliny Zbyszewskiej do Narcyzy z czasów, gdy przebywała w więzieniu, skutkiem pomówienia o działalność konspiracyjną. Korespondencja ta doskonale ukazuje stosunki pomiędzy przyjaciółkami: „Słuchaj Narcysso, Matka twoja gdyby żyła przeklęłaby miłość twoją – albo ciężką łzą opłakałaby nasz związek...”, „Moja jedyna, ja ciebie kocham całą siłą mojego bytu – ale aby cię godnie kochać braknie i cnoty i wzniesienia ducha – nie dosyć jeszcze – ale co skarbów było w duszy mojej, wszystko ci oddałam – wszystko. W tobie tylko przychodzę do uczucia samej siebie...”

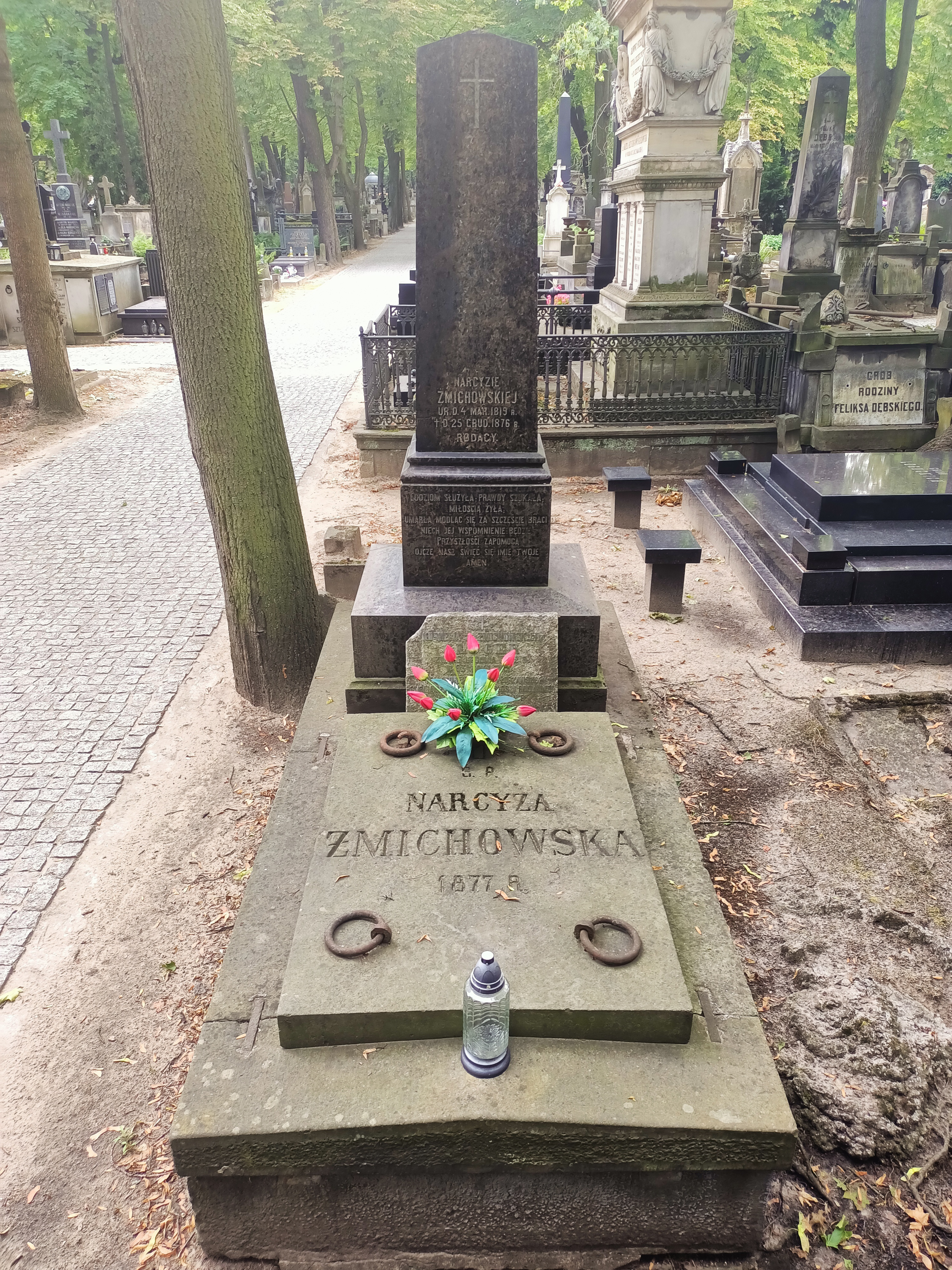
Grób Narcyzy Żmichowskiej na cmentarzu Powązkowskim w Warszawie

W pracy na temat genezy powieści Poganka, M. Mann dochodzi do wniosku, że jest to paraboliczna autobiografia autorki i że to sama Żmichowska ukrywa się pod postacią kochanka bohaterki powieści.
W latach 1842–1845 mieszkała w Rzeczycy, gdzie prowadziła nielegalną szkołę wiejską, a także napisała swoje największe dzieło – Pogankę.
Później, w latach 1844–1845, przebywała w Wielkopolsce, gdzie zajmowała się m.in. kolportowaniem nielegalnej prasy z polecenia Towarzystwa Demokratycznego Polskiego oraz innymi działaniami przeciwko pruskiemu zaborcy. W 1846 przeniosła się z powrotem do Warszawy i założyła pensję dla dziewcząt przy ul. Miodowej. Pracowała również krótko jako nauczycielka w swojej dawnej szkole, Aleksandryjsko-Maryjskim Instytucie Wychowania Panien. Po wykryciu tzw. spisku rzemieślników uwięziono ją, a później zastosowano wobec niej areszt domowy.
Po powstaniu styczniowym ponownie wyjechała do Paryża, gdzie studiowała na Sorbonie.
Zmarła po powrocie do kraju na skutek ciężkiej choroby. Została pochowana na cmentarzu Powązkowskim (kwatera 19-3-31).

## Poglądy
Jej powieści podejmowały tematykę społeczną, ukazywały bohaterów wytrwale dążących do wyznaczonego celu. Pisarka była rzeczniczką zmiany celów narodu: romantyczne i wówczas raczej skazane na niepowodzenie dążenia niepodległościowe miała zastąpić realizacja potrzeb jednostek jako warunek dobrobytu społecznego.
Była dydaktyczką i pedagożką; jej poglądy ukształtowały się w opozycji do poglądów Klementyny z Tańskich Hoffmanowej, której zarzucała „męski punkt widzenia”, konserwatyzm i brak patriotyzmu. Żmichowska opracowała program kształcenia dziewcząt. Uważała, że wiedza potrzebna jest kobietom przede wszystkim po to, aby mogły podejmować w życiu świadome decyzje i mogły wybierać także inne formy działalności społecznej, niż zwyczajowe funkcje żony i matki. Celem nauczania kobiet miało być ich usamodzielnienie; według słów Żmichowskiej: Uczcie się, jeśli możecie; umiejcie jeśli potraficie i myślcie o tym, żebyście same sobie wystarczyły, bo w razie potrzeby nikt na was z opieką i wsparciem nie czeka. Postulowała 2 programy kształcenia: jeden gospodarsko-praktyczny dla dziewcząt pragnących poświęcić się rodzinie i wychowaniu dzieci i drugi – naukowy dla uzdolnionych dziewcząt. Oba programy cechował nacisk na wyrobienie postawy narodowej i patriotycznej. Podstawą kształcenia było 5 przedmiotów: arytmetyka, geografia, nauki przyrodnicze, historia i nauka języków. Uczennice były zachęcane do samodzielnego myślenia, syntezy i wyciągania wniosków. Żmichowska zachęcała kobiety do tworzenia między sobą „siostrzanych więzi”, bo łączy je wspólny los (wprowadziła nawet nazwę takiej więzi: „posiestrzenie”).
Działalność Żmichowskiej zwróciła uwagę na rolę i znaczenie kształcenia kobiet w społeczeństwie.

## Dzieła
- Poganka (powieść romantyczna; I wydanie 1846)
- Książka pamiątek (powieść na styku romantyzmu z pozytywizmem; 1847-48 [rozdz. I-XII] i 1885 [rozdz. XIII-XIV], I wyd. książkowe 1861)[15]
- Dwoiste życie
- Czy to powieść?[16]
- Ścieżki przez życie
- Biała róża (powieść)[17]
- Wolne chwile Gabryelli tom 1
- Wykład nauk przeznaczonych do pomocy w domowym wychowaniu panien[18]
- Pewność (wiersz)[19]
- Prządki. Powieść ze wspomnień dziecinnego wieku
- O Pawle Edmundzie Strzeleckim

## Upamiętnienie
- W parku Moczydło na warszawskiej Woli znajduje się aleja, a w kilku miastach (m.in. w Białymstoku, Krakowie, Kędzierzynie-Koźlu, Łodzi, Poznaniu i Wrocławiu) ulice Narcyzy Żmichowskiej,
- Jej imię nosi XV Liceum Ogólnokształcące w Warszawie[20] oraz Szkoła Podstawowa w Rzeczycy[21].